# لا جونكيرا
بلدية لا جونكيرا (بالإسبانية: La Junquera) هي بلدية تقع في مقاطعة جرندة التابعة لمنطقة كتالونيا شمال شرق إسبانيا.

## الديموغرافيا
بلغ عدد سكان بلدية لا جونكيرا 3.094 نسمة عام 2011 (وفقاً للمعهد الوطني الإسباني للإحصاء).
| 2.384 | 2.510 | 2.790 | 3.016 | 3.075 | 3.174 | 3.094 |